# Кончинка (Тульская область)
Ко́нчи́нка (местные жители ставят ударение на первый слог) — деревня в Венёвском районе Тульской области России.
В рамках административно-территориального устройства относится к Сетскому сельскому округу Венёвского района, в рамках организации местного самоуправления входит в Мордвесское сельское поселение.

## География
Деревня находится на 135-м километре автодороги М4 «Дон», практически на границе Тульской и Московской областей.
Расстояние от Тулы до Кончинки: 83 км.
С севера ограничивается рекой Ясенок. С юга — рекой Гнилуша.

## Население
| 2010 |
| ---- |
| 5    |

## Инфраструктура
В деревне одна улица, она идёт параллельно трассе «Дон».
В деревне расположен питомник растений «Корни».
В деревне находятся: шиномонтажная мастерская, магазин автозапчастей и кафе.
По другую сторону трассы Дон находятся гостиницы «Рай» и «Кристалл» (последнее совмещено с одноимённым кафе), а также автозаправка «ДонТрансНефть».